# Reg Skrimshire
Pas d'image ? Cliquez ici

a Compétitions nationales et continentales officielles uniquement.

b Matchs officiels uniquement.
Reginald Truscott Skrimshire, né le 30 janvier 1878 à Crickhowell et décédé le 20 décembre 1963 à Worthing, est un joueur de rugby gallois, évoluant au poste de centre avec l'équipe nationale.

## Carrière
Reg Skrimshire a disputé son premier test match le 9 janvier 1899 contre l'équipe d'Angleterre à St Helens Rugby and Cricket Ground.
Il a disputé son dernier test match le 19 mars 1904 contre l'équipe d'Angleterre. Il a joué seulement trois matchs.
Il a eu l'honneur de partir en tournée avec les Lions en Afrique du Sud lors de l'année 1903, disputant les trois test matchs. C'est le seul gallois à connaître cet honneur.
- Blaenavon RFC -1897
- Newport RFC 1897-1903
- Blackheath RC
- Barbarians1898-1899
- Western Province

## Palmarès

### Avec lepays de Galles
- 3 sélections pour le pays de Galles.
- Sélections par année : 3 en 1899
- Participation au tournoi britannique en 1899

### Avec lesLions
- 3 sélections pour les Lions.
- Sélections par année : 3 lors de l'année 1903, en Afrique du Sud.